# Wassily Leontief
Wassily Vasiljevitj Leontief (født 5. august 1905 i München, død 5. februar 1999 i New York City) var en russisk-amerikansk nationaløkonom, der modtog Nobelprisen i økonomi i 1973 for sin udvikling af input-output-analysen.
Efter at have forladt Sovjetunionen i 1925 tog Leontief til Tyskland, hvor han blev ph.d. i økonomi ved Humboldt-Universität zu Berlin i 1928. Han arbejdede frem til 1930 ved Christian-Albrechts-Universität zu Kiel, hvorefter han emigrerede til USA. Her blev han i 1932 ansat ved National Bureau of Economic Research, men kom allerede året efter til Harvard University som forsker og senere professor fra 1946 til 1975. Samme år blev han tilknyttet New York University, hvor han fik et professorat i 1983.
Hans arbejde var blandt andet karakteriseret ved en stærk kritik af eksisterende økonomisk teori samt en stædig insisteren på, at alle begreber skulle kunne måles og vejes. Skønt andre også har arbejdet med input-output-analyse, blev netop opdagelsen og udviklingen af denne Leontiefs hovedværk. Han udviklede dog også det såkaldte Leontief-paradoks.